# Stubache
Die Stubache ist ein rechter Nebenfluss der Salzach und entsteht durch den Zusammenfluss ihrer Quellgewässer Wurfbach und Ödbach. Sie fließt von Süd nach Nord und bildet dabei das Stubachtal. Nach einer Länge von ca. 15 km mündet sie bei Uttendorf in die Salzach. Der Fluss hat Gewässergüteklasse II. Ihr Wasser wird von der Kraftwerksgruppe Stubachtal genützt. Touristisch ist es u. a. durch die Rudolfshütte erschlossen.

## Name
Als Oikonym erscheint der Name erstmals im 12. Jahrhundert als Stǒbach. Der Name setzt sich wahrscheinlich zusammen aus dem althochdeutschen Wort stoiban „stieben“ und der mittelhochdeutschen Endung -ach(e) „Bach“.

## Nebenbäche
Die größten Zuflüsse der Stubache sind:
| Name                                | Mündungsseite | Mündungsort    | Einzugsgebiet in km² |
| ----------------------------------- | ------------- | -------------- | -------------------- |
| Wurfbach                            | Quellfluss    |                | 07,1                 |
| Tauernmoosbach                      |               | bis zur Sperre | 22,3                 |
| Weißenbach                          | links         | Enzingerboden  | 12,9                 |
| Tauernmoosbach                      | rechts        | Enzingerboden  | 39,7                 |
| Ödbach                              | links         | Schneiderau    | 22,8                 |
| Guggernbach                         | links         | Bodenasten     | 12,0                 |
| Sturmbach                           | links         |                | 03,0                 |
| Scheiterbach                        | links         | Scheitern      | 04,4                 |
| Wilhelmsdorfer Kanal (Alte Salzach) | links         | Köhbichl       | 12,6                 |

## Bilder

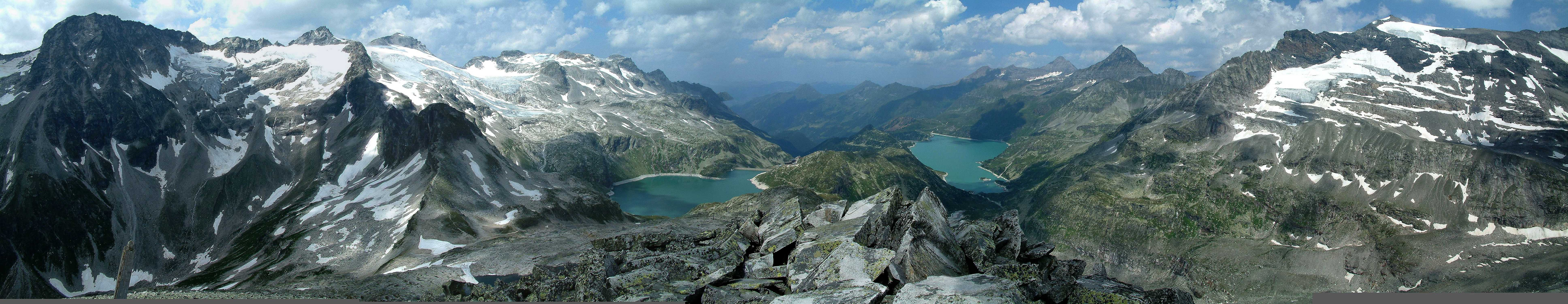
Talschluss
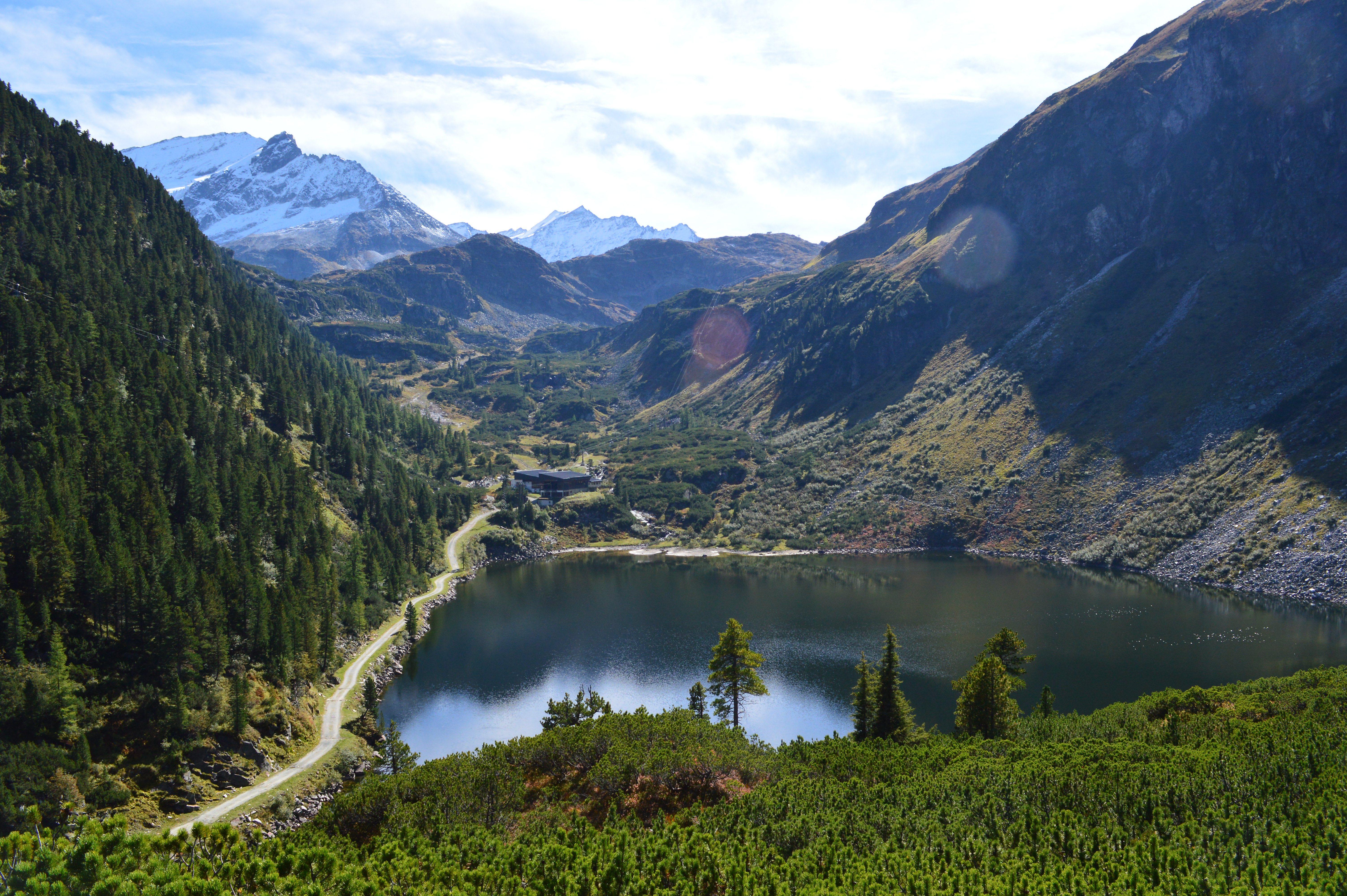
Grünsee

## Belege
1. ↑  Albrecht Greule: Deutsches Gewässernamenbuch: Etymologie der Gewässernamen und der dazugehörigen Gebiets-, Siedlungs- und Flurnamen. De Gruyter, Berlin/Boston 2014, S. 519 (eingeschränkte Vorschau in der Google-Buchsuche).
2. ↑  Albrecht Greule: Deutsches Gewässernamenbuch. Walter de Gruyter, Berlin / Boston 2014, ISBN 978-3-11-057891-1, S. 519, „Stubach“ (Auszug in der Google-Buchsuche).
3. ↑  Flächenverzeichnis der österreichischen Flußgebiete, Salzachgebiet und Inngebiet unter Salzach. (PDF) Hydrographisches Zentralbüro im Bundesministerium für Land- und Forstwirtschaft, 1986, S. 7–9, abgerufen am 23. Januar 2024.